# William et Mary
William et Mary (William and Mary) est une série télévisée britannique en 18 épisodes de 48 minutes créée par Mike Ford et diffusée entre le 23 mars 2003 et le 22 mai 2005 sur le réseau ITV1.
En France, la série a été diffusée à partir du 4 mai 2005 sur France 4. Elle reste inédite dans les autres pays francophones.

## Synopsis
Cette série met en scène les mésaventures d'un couple mal assorti, William et Mary, réuni par une agence matrimoniale. William est veuf, père de deux filles et croque-mort. Mary est sage-femme et a deux garçons et une mère encombrante à charge. Ils vont pourtant apprendre à se connaître et à s'aimer. 

## Distribution
- Martin Clunes (en) : William Shawcross
- Julie Graham (VF : Carole Baillien) : Mary Gilcrest
- Cheryl Campbell : Molly Gilcrest
- Dominick Baron : Terence Gilcrest
- Ricci McLeod : Brendan Gilcrest
- Peta Cornish : Kate Shawcross
- Georgina Terry (en) : Julia Shawcross
- Michael Begley (acteur) (en) : Rick
- Claire Hackett : Doris

## Épisodes
- Chaque saison contient six épisodes, qui n'ont pas de titre.